# Podyjská oblast tmavé oblohy
Podyjská oblast tmavé oblohy (zkráceně POTO) zatím není oficiálně vyhlášena. Existuje k ní memorandum podepsané 22. listopadu 2016 ve Znojmě, v němž se partnerské instituce s podporou dotčených obcí zavazují k usilování o její vytvoření.

## Rozsah oblasti
Podle mapy přiložené k memorandu by plánovaná oblast zahrnovala v podstatě celé území Národního parku Podyjí západně od Znojma, ale může vybíhat západním směrem až ke Slavonicím.

## Účel oblasti
Signatáři memoranda se zavázali usilovat o snižování světelného znečištění v dané oblasti a dobrovolně naplňovat její zamýšlený účel.
Tímto účelem je šíření informací o tamní zachovalé tmavé noční obloze, vzdělávání veřejnosti o ní a nutnosti její ochrany. Ochrana přírody a krajiny před světelným znečištěním by tak měla pomoci zvýšit kvalitu života obyvatel i návštěvníků oblasti.